# Cibao (San Sebastián)
Cibao es un barrio ubicado en el municipio de San Sebastián en el estado libre asociado de Puerto Rico. En el Censo de 2010 tenía una población de 1.224 habitantes y una densidad poblacional de 183,82 personas por km².

## Geografía
Cibao se encuentra ubicado en las coordenadas 18°20′42″N 66°54′16″O / 18.34500, -66.90444. Según la Oficina del Censo de los Estados Unidos, Cibao tiene una superficie total de 6.66 km², de la cual 6.52 km² corresponden a tierra firme y (2.1%) 0.14 km² es agua.

## Demografía
Según el censo de 2010, había 1.224 personas residiendo en Cibao. La densidad de población era de 183,82 hab./km². De los 1.224 habitantes, Cibao estaba compuesto por el 91.58% blancos, el 2.86% eran afroamericanos, el 0.33% eran amerindios, el 4.49% eran de otras razas y el 0.74% pertenecían a dos o más razas. Del total de la población el 98.94% eran hispanos o latinos de cualquier raza.